# Черняєвській ліс

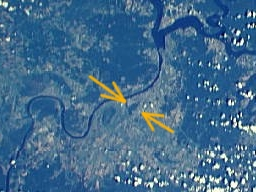
Положення Черняєвського лісу на супутниковому фото Пермі

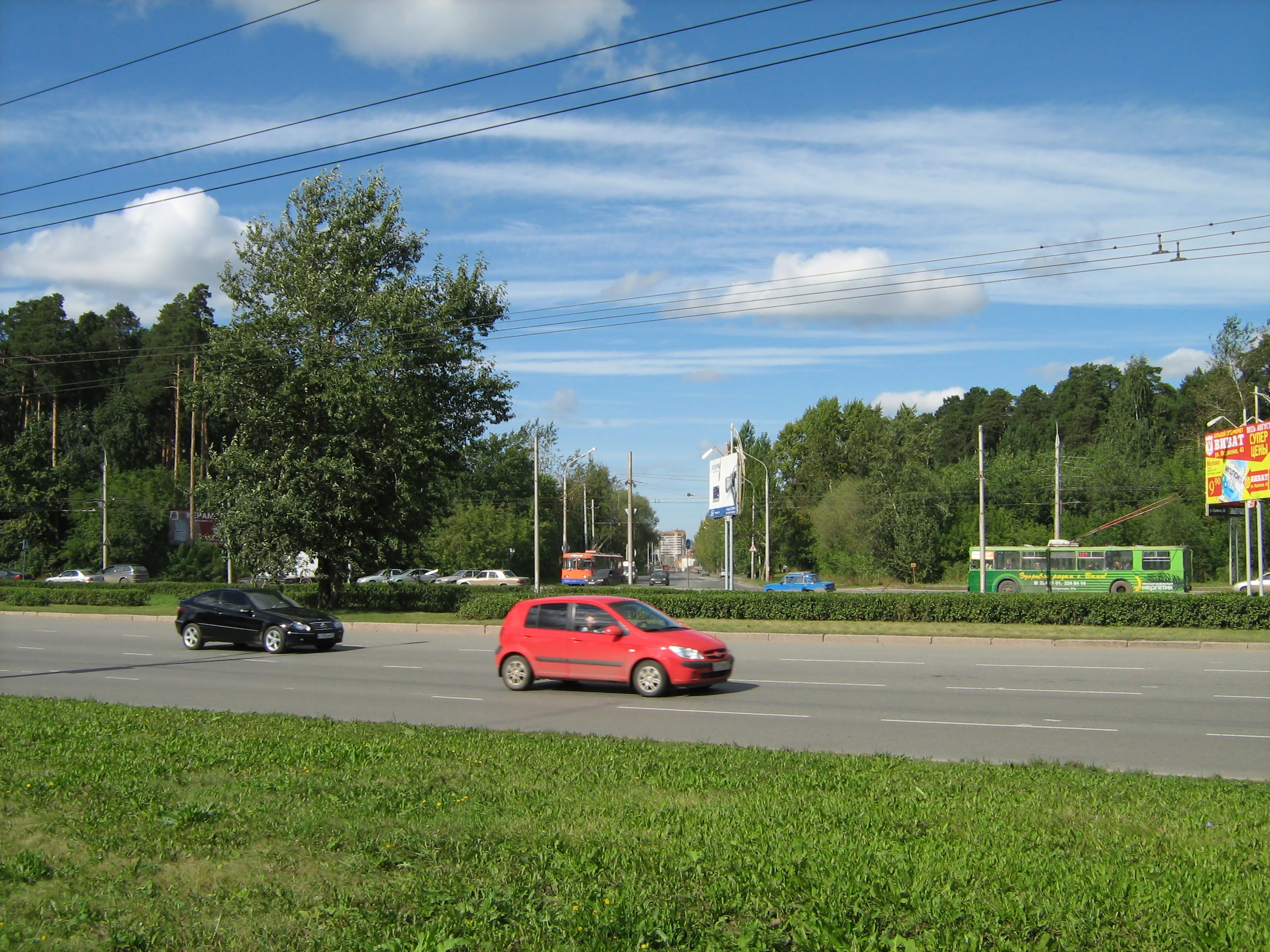
Черняєвській ліс

Черняєвській ліс (рос. Черня́евский лес) — лісопарк, розташований в межі міста Пермі, на території Індустріального і Дзержінського районів . Загальна площа лісопарку за станом на 2003 рік — 689,9 га . Є частиною системи міських лісів Пермі і знаходиться під управлінням Муніципальної установи «Пермський міський лісгосп».

## Флора
Основні породи дерев, що виростають в лісі, — сосна звичайна, ялина сибірська, ялиця сибірська. Також представлені береза, вільха і осика. Існують штучні посадки дерев, нетипових дла природи Пермського краю: яблуня сибірська, груша уссурійськая, клен ясенелістний, клен остролістний, черемха Маака і черемховник пенсильванський, бузок угорський і інші види.
На полянах виростають понад 50 видів рослин, більшість з них — трав'янисті багаторічники, серед яких є харчові, лікарські, кормові і смітні рослини. 14 видів рослин, що виростають в лісопарку, — рідкісні і потребують охорони.

## Фауна
У паркі мешкає безліч видів птахів, раніше мешкали білки, зустрічалися зайці. Але в наш час[коли?] антропогенну дію погіршив стан рослинного і тваринного світу лісопарку.
В 2005 году МУ «Пермський міський лісгосп» розвісило 80 штучних гнездовій. 

## ЦПКІВ «Балатово»
На території лісопарку розташований Центральний парк культури і відпочинку «Балатово», заснований 1 лютого 1967 року. Його площу становить 19 га. 